# Hindu Munnani
Die Hindu Munnani ist eine extremistische national-hinduistisch orientierte Partei aus dem indischen Bundesstaat Tamil Nadu.
Die Partei wurde 1980 von Mitgliedern der Rashtriya Swayamsevak Sangh als ihr politisches Sprachrohr in Tamil Nadu organisiert und um den vermehrten Konversionen von Hindus zu anderen Religionen entgegenzutreten. 1993 spaltete sich von ihr die  Hindu Makkal Katchi ab.